# Richeville
Richeville é uma comuna francesa na região administrativa da Normandia, no departamento de Eure. Estende-se por uma área de 3,91 km². Em 2010 a comuna tinha 274 habitantes (densidade: 70,1 hab./km²).